# Atelopus coynei
Atelopus coynei is een kikker uit de familie padden (Bufonidae) en het geslacht klompvoetkikkers (Atelopus). De soort komt endemisch voor in Ecuador. Atelopus coynei werd voor het eerst wetenschappelijk beschreven door Kenneth Ichiro Miyata in 1980.
Atelopus coynei komt voor in de provincies Pichincha, Imbabura en Carchi van Ecuador. De kikker is bekend van hoogtes van 900 tot 1380 meter boven zeeniveau. De soort komt in een relatief klein gebied voor en is hierdoor kwetsbaar. Door de internationale natuurbeschermingsorganisatie IUCN wordt de soort beschouwd als 'krtiek'. Atelopus coynei is een bewoner van bergbossen. De larven ontwikkelen zich in snelstromende wateren en hechten zich vast aan stenen. Het is een van de weinige klomvoetkikkers die zich waarschijnlijk kan handhaven in door de mens aangepaste bossen. Lange tijd dateerde de laatste waarneming uit 1984. In februari 2012 werd Atelopus coynei weer waargenomen, bij Chinambi in de provincie Carchi.